# Monte Re
Monte Re (italienska) eller Königskogl (tyska) är en bergstopp i Österrike, på gränsen till Italien.   Den ligger i distriktet Imst och förbundslandet Tyrolen, i den västra delen av landet, 400 km väster om huvudstaden Wien. Toppen på Monte Re är 3 050 meter över havet, eller 163 meter över den omgivande terrängen. Bredden vid basen är 0,63 km.
Terrängen runt Monte Re är huvudsakligen bergig, men åt sydväst är den kuperad. Runt Monte Re är det glesbefolkat, med 11 invånare per kvadratkilometer.. Närmaste större samhälle är Sölden, 13,3 km norr om Monte Re. 
Trakten runt Monte Re består i huvudsak av gräsmarker.